# Olposel
Olposel (Ol´po-sel; 'gornji ljudi'), ime jednom od sela ili manjoj plemenskoj skupini Južnih Wintun ili Patwin Indijanaca, potodica copehan, s gornjeg toka Cache Creeka na područjhu dnašnjeg okruga Lake u Kaliforniji.
Kroeber nije identificirao pleme prisutno u Indian Valleyu, ali Powers spominje da su Ol´po-sel ili "gornji ljudi" živjeli dalje od odvodnje sjevernog račvanja Cache Creeka iz Tebti-sela (Chen'po-sel), što implicira da su naseljavali Indian Valley (Powers 1877:219). Etnografski intervjui koje je obavio Mauldin pokazali su da je to područje bilo poznato kao Pol-pol-slac, slično izrazu koji je koristio Powers (Orlins 1971:30-31). Glavno selo ovog plemena bilo je Tlotli, smješteno na južnom kraju Indian Valleya. Za Ol´po-sel etnografski nije poznato nijedno satelitsko selo (Kroeber 1932:262, 350). Velik dio teritorija ovog plemena obuhvaća Indian Valley. Istočna granica vjerojatno je išla uz Walker Ridge, a sjeverna je vjerojatno ležala između izvorišta Stanton Creeka i Stony Creeka. Na zapadu se teritorij vjerojatno protezao do sjevernog račvanja Cache Creeka i držao izvorište Wolf Creeka.